# タイ・プレミアリーグ2010
タイ・プレミアリーグ2010は、1996-97シーズンに創設されてから14シーズン目のタイ・プレミアリーグである。大会名はスポンサー・タイ・プレミアリーグ（タイ語: สปอนเซอร์ ไทย พรีเมียร์ ลีก, 英語: Sponsor Thai Premier League）。

## 概要
2010年シーズンは、昨年のタイ・ディヴィジョン1リーグの上位3チームが昇格した。シーサケートは初昇格、ポリス・ユナイテッドは3シーズンぶり、ロイヤル・タイ・アーミーは2シーズンぶりのプレミアリーグ復帰となった。2010年シーズンは、2011年シーズンからチーム数を16から18に増やすため、自動降格は行われず、プレミアリーグ下位3チームとディヴィジョン1リーグの4～6位のチームがTPL・DIV1入れ替え戦を行う。6チームを2つのグループに分けて、各グループの上位1チームが残留または昇格となる。
ムアントン・ユナイテッドが2シーズン連続、通算2回目の優勝を果たした。2連覇を達成したのは、BECテロ・サーサナ（2000年・2001-02年シーズン）、クルン・タイ・バンク（2002-03・2003-04シーズン）に続いて3チーム目となった。ムアントン・ユナイテッドはAFCチャンピオンズリーグ2011の予選プレーオフ出場権、タイFAカップ2010優勝のチョンブリーはAFCカップ2011出場権を獲得した。バンコク・ユナイテッドはディヴィジョン1リーグへ降格する。
パタヤ・ユナイテッドのKengne Ludovick Takamが17得点で得点王に輝いた。年間最優秀監督にはムアントン・ユナイテッドのレネ・デザイェレが選出された。

## 所属チーム（2010年シーズン）
| チーム                       | 場所                   | ホームスタジアム                                         |
| ---------------------------- | ---------------------- | -------------------------------------------------------- |
| ムアントン・ユナイテッド     | ノンタブリー県         | ヤマハスタジアム                                         |
| チョンブリー                 | チョンブリー県         | IPEチョンブリー・キャンパス・スタジアム                  |
| バンコク・グラス             | パトゥムターニー県     | BGスタジアム                                             |
| BECテロ・サーサナ            | バンコク               | テパサディン・スタジアム4                                |
| オーソットサパー・サラブリー | サラブリー県           | サラブリー・スタジアム                                   |
| タイ・ポート                 | バンコク               | PATスタジアム                                            |
| TOT-CAT1                     | ノンタブリー県         | ヤマハスタジアム5                                        |
| TTMピチット2                 | ピチット県             | ピチット・スタジアム                                     |
| ブリーラムPEA3               | ブリーラム県           | アイモバイル・スタジアム                                 |
| サムットソンクラーム         | サムットソンクラーム県 | サムットソンクラーム・スタジアム                         |
| パタヤ・ユナイテッド         | チョンブリー県         | ノーンプルー・ミュニシパリティ・フットボール・フィールド |
| Rajnavy Rayong               | ラヨーン県             | ラヨーン県セントラル・スタジアム                         |
| バンコク・ユナイテッド       | バンコク               | タイ・ジャパニーズ・スタジアム6                          |
| ポリス・ユナイテッド         | パトゥムターニー県     | タマサート・スタジアム                                   |
| ロイヤル・タイ・アーミー     | バンコク               | タイ・アーミー・スポーツ・スタジアム                     |
| シーサケート                 | シーサケート県         | シー・ナコーン・ラムドゥアン・スタジアム                 |

- 2009年シーズンの成績順。

### チーム名の変更
1 TOT FCは、オーナーが代わり、TOT-CAT FCに変更された。

2 TTMサムットサーコーンFCは、サムットサーコーン県からピチット県に移転し、TTMピチットFCに変更した。
3 プロヴィンシャル・エレクトリシティ・オーソリティFC（PEA FC）は、タイ人政治家ネウィン・チットチョープ氏に買収された後、アユタヤ県からブリーラム県に移転し、ブリーラムPEA FCに変更された。

### ホームスタジアムの変更
4 ノーンチョーク・スタジアム改装中。

5 TOTスタジアム・チェン・ワッタナー改装中。

6 シーズン後半戦はランシットにある以前のホームスタジアムを使用。

## 順位表
| 順位 | チーム                       | 試 | 勝 | 分 | 敗 | 得 | 失 | 差  | 勝点 | 備考                                        |
| 1    | ムアントン・ユナイテッド (C) | 30 | 20 | 7  | 3  | 64 | 19 | +45 | 67   | AFCチャンピオンズリーグ2011・予選プレーオフ |
| 2    | ブリーラムPEA                | 30 | 17 | 12 | 1  | 51 | 19 | +32 | 63   |                                             |
| 3    | チョンブリー                 | 30 | 17 | 9  | 4  | 57 | 28 | +29 | 60   | AFCカップ20111                              |
| 4    | タイ・ポート                 | 30 | 13 | 9  | 8  | 41 | 29 | +12 | 48   |                                             |
| 5    | バンコク・グラス             | 30 | 12 | 9  | 9  | 48 | 38 | +10 | 45   | PAT 1-1 BKG BKG 3-1 PAT                     |
| 6    | パタヤ・ユナイテッド         | 30 | 12 | 9  | 9  | 43 | 38 | +5  | 45   | PAT 1-1 BKG BKG 3-1 PAT                     |
| 7    | オーソットサパー・サラブリー | 30 | 10 | 12 | 8  | 32 | 30 | +2  | 42   | SAS 0-1 OSO OSO 0-0 SAS                     |
| 8    | サムットソンクラーム         | 30 | 11 | 9  | 10 | 27 | 32 | -5  | 42   | SAS 0-1 OSO OSO 0-0 SAS                     |
| 9    | BECテロ・サーサナ            | 30 | 9  | 8  | 13 | 39 | 42 | -3  | 35   |                                             |
| 10   | Rajnavy Rayong               | 30 | 8  | 9  | 13 | 35 | 52 | -17 | 332  |                                             |
| 11   | ポリス・ユナイテッド         | 30 | 9  | 6  | 15 | 40 | 45 | -5  | 332  |                                             |
| 12   | TOT-CAT                      | 30 | 9  | 6  | 15 | 23 | 42 | -19 | 332  |                                             |
| 13   | TTMピチット                  | 30 | 7  | 11 | 12 | 32 | 46 | -14 | 32   |                                             |
| 14   | シーサケート                 | 30 | 6  | 8  | 16 | 36 | 54 | -18 | 26   | TPL・DIV1入れ替え戦                         |
| 15   | バンコク・ユナイテッド       | 30 | 5  | 9  | 16 | 25 | 52 | -27 | 24   | TPL・DIV1入れ替え戦                         |
| 16   | ロイヤル・タイ・アーミー     | 30 | 5  | 7  | 18 | 27 | 54 | -27 | 22   | TPL・DIV1入れ替え戦                         |

1 タイFAカップ2010優勝。

2 順位は3チーム間の対戦成績による。
- Thailand 2010 - RSSSF (Rec.Sport.Soccer Statistics Foundation)

## TPL・DIV1入れ替え戦
タイ・プレミアリーグ14位のシーサケートと15位のバンコク・ユナイテッド、16位のアーミー・ユナイテッド（ロイヤル・タイ・アーミー）、タイ・ディヴィジョン1リーグ4位のソンクラーと5位のナコーンパトム、6位のエアフォース・ユナイテッドの6チームが出場した。グループAはシーサケート、ナコーンパトム、エアフォース・ユナイテッドの3チーム、グループBはバンコク・ユナイテッド、アーミー・ユナイテッド、ソンクラーの3チームで争われた。各グループ1位のシーサケートとアーミー・ユナイテッドはプレミアリーグに残留、バンコク・ユナイテッドはディヴィジョン1リーグへ降格する。

### グループA
| 順位 | チーム                     | 試 | 勝 | 分 | 敗 | 得 | 失 | 差 | 勝点 | 備考               |
| 1    | シーサケート               | 4  | 2  | 2  | 0  | 4  | 1  | +3 | 8    | プレミアリーグ残留 |
| 2    | ナコーンパトム             | 4  | 2  | 1  | 1  | 5  | 3  | +2 | 7    | 2年間の出場停止1   |
| 3    | エアフォース・ユナイテッド | 4  | 0  | 1  | 3  | 2  | 7  | -5 | 1    |                    |

1 最終節のシーサケート戦で観客による暴力事件が起こったため、ナコーンパトムは150,000バーツの罰金と2年間の出場停止処分を受けた。審判に暴行を加えたナコーンパトムのThanakorn Kamkomaには10,000バーツの罰金が科せられた。最終節はナコーンパトムが勝利すれば自力でプレミアリーグ昇格が決まる試合だった（結果は引き分け）。

### グループB
| 順位 | チーム                  | 試 | 勝 | 分 | 敗 | 得 | 失 | 差 | 勝点 | 備考                      |
| 1    | アーミー・ユナイテッド1 | 4  | 2  | 2  | 0  | 5  | 1  | +4 | 8    | プレミアリーグ残留        |
| 2    | バンコク・ユナイテッド  | 4  | 1  | 2  | 1  | 3  | 3  | 0  | 5    | ディヴィジョン1リーグ降格 |
| 3    | ソンクラー              | 4  | 0  | 2  | 2  | 2  | 6  | -4 | 2    |                           |

1 ロイヤル・タイ・アーミーFCは、チーム名をアーミー・ユナイテッドFCに変更した。

## 得点ランキング
| 順位 | 選手                                                  | チーム                                  | 得点 |
| ---- | ----------------------------------------------------- | --------------------------------------- | ---- |
| 1    | Kengne Ludovick Takam                                 | パタヤ・ユナイテッド                    | 17   |
| 2    | ダンゴ・シアカ（Dango Siaka）                         | ムアントン・ユナイテッド                | 15   |
| 3    | アーノン・サンサノイ（Anon Sangsanoi）                | BECテロ・サーサナ                       | 14   |
| 4    | サラーユット・チャイカムディー（Sarayoot Chaikamdee） | タイ・ポート                            | 13   |
| 5    | Chakrit Buathong                                      | BECテロ・サーサナ, ポリス・ユナイテッド | 11   |
| 5    | スチャオ・ヌットヌム                                  | ブリーラムPEA                           | 11   |
| 7    | Chatree Chimtalay                                     | バンコク・グラス                        | 10   |
| 7    | Luiz Eduardo Purcino (Dudu)                           | ブリーラムPEA                           | 10   |
| 7    | モハメド・コネ（Mohamed Koné）                        | ムアントン・ユナイテッド                | 10   |
| 7    | ピポブ・オンモ                                        | チョンブリー                            | 10   |
| 7    | テルサク・チャイマン（Therdsak Chaiman）              | チョンブリー                            | 10   |

### ハットトリック
| 選手                                                            | チーム               | 対戦相手             | 達成日         |
| --------------------------------------------------------------- | -------------------- | -------------------- | -------------- |
| マイケル・トーマス・バーン（Michael Thomas Byrne）              | チョンブリー         | BECテロ・サーサナ    | 2010年7月14日  |
| ネイ・ファビアーノ・デ・オリヴェイラ（Ney Fabiano de Oliveira） | チョンブリー         | サムットソンクラーム | 2010年8月22日  |
| Chakrit Buathong                                                | ポリス・ユナイテッド | チョンブリー         | 2010年10月3日  |
| アーノン・サンサノイ                                            | BECテロ・サーサナ    | タイ・ポート         | 2010年10月14日 |

## アシストランキング
| 順位 | 選手                                                  | チーム                   | アシスト |
| ---- | ----------------------------------------------------- | ------------------------ | -------- |
| 1    | Rangsan Viwatchaichok                                 | ブリーラムPEA            | 12       |
| 2    | サミュエル・グベンガ・アジャイ（Samuel Gbenga Ajayi） | バンコク・グラス         | 11       |
| 3    | Supachai Komsilp                                      | バンコク・グラス         | 7        |
| 4    | Piyachart Tamaphan                                    | ムアントン・ユナイテッド | 6        |
| 5    | アルチット・スントーンピット（Arthit Sunthornpit）    | チョンブリー             | 5        |
| 5    | Chakrit Buathong                                      | ポリス・ユナイテッド     | 5        |
| 5    | ダンゴ・シアカ                                        | ムアントン・ユナイテッド | 5        |
| 5    | ダッサコーン・トンラオ                                | ムアントン・ユナイテッド | 5        |
| 5    | Ekaphan Inthasen                                      | チョンブリー             | 5        |
| 5    | Jakkrapong Somboon                                    | ロイヤル・タイ・アーミー | 5        |
| 5    | サラーユット・チャイカムディー                        | タイ・ポート             | 5        |

## 表彰
- 得点王 :  Kengne Ludovick Takam （パタヤ・ユナイテッド）
- 年間最優秀ゴールキーパー賞 :  カウィン・タンマサッチャーナン （ムアントン・ユナイテッド）
- 年間最優秀ディフェンダー賞 :  ナタポーン・パンリット（Nattaporn Phanrit） （ムアントン・ユナイテッド）
- 年間最優秀ミッドフィールダー賞 :  テルサク・チャイマン （チョンブリー）
- 年間最優秀フォワード賞 :  サラーユット・チャイカムディー （タイ・ポート）
- 年間最優秀若手選手賞 :  Phuritad Jarikanon （チョンブリー）
- 年間最優秀監督賞 :  レネ・デザイェレ （ムアントン・ユナイテッド）
- 年間フェアプレー賞 : オーソットサパー・サラブリー

### 月間表彰

#### 月間最優秀選手賞
| 月   | 選手                           | チーム                   |
| ---- | ------------------------------ | ------------------------ |
| 5月  | テルサク・チャイマン           | チョンブリー             |
| 6月  | サラーユット・チャイカムディー | タイ・ポート             |
| 7月  | Kengne Ludovick Takam          | パタヤ・ユナイテッド     |
| 8月  | カウィン・タンマサッチャーナン | ムアントン・ユナイテッド |
| 9月  | ダッサコーン・トンラオ         | ムアントン・ユナイテッド |
| 10月 | ピポブ・オンモ                 | チョンブリー             |

#### 月間最優秀監督賞
| 月   | 監督                   | チーム                   |
| ---- | ---------------------- | ------------------------ |
| 5月  | Jadet Meelarp          | チョンブリー             |
| 6月  | アッタポル・プスパコム | ブリーラムPEA            |
| 7月  | レネ・デザイェレ       | ムアントン・ユナイテッド |
| 8月  | Jadet Meelarp          | チョンブリー             |
| 9月  | Somchai Chuayboonchum  | サムットソンクラーム     |
| 10月 | アッタポル・プスパコム | ブリーラムPEA            |

## FAカップ
タイFAカップ2010決勝戦は、2010年11月28日にスパチャラサイ国立競技場で開催され、チョンブリーがムアントン・ユナイテッドに2-1で勝利した。チョンブリーはAFCカップ2011出場権を獲得した。
| 2010年11月28日 16:00 UTC+7 |

| ムアントン・ユナイテッド | 1 – 2 (延長戦) | チョンブリー                 |
| ダッサコーン 59分        |                | テルサク 44分 · ピポブ 120分 |

| スパチャラサイ国立競技場、バンコク 主審: Sura Sriart |

## コー・ロイヤルカップ
コー・ロイヤルカップ2011は、2011年1月30日にスパチャラサイ国立競技場で開催され、FAカップ優勝のチョンブリーがプレミアリーグ優勝のムアントン・ユナイテッドに2-1で勝利した。

## タイ・リーグカップ
タイ・リーグカップ2010決勝戦は、2010年11月21日に開催され、タイ・ポートがブリーラムPEAに2-1で勝利した。タイ・ポートはトヨタプレミアカップ2010出場権を獲得した。

## トヨタプレミアカップ
トヨタプレミアカップ2010は、2011年2月13日にスパチャラサイ国立競技場で開催され、タイ・リーグカップ優勝のタイ・ポートがJリーグの湘南ベルマーレに2-1で勝利した。

## タイ・ディヴィジョン1リーグ
タイ・ディヴィジョン1リーグ2010は、シーラーチャーが優勝した。シーラーチャー、2位のコーンケン、3位のチェンライ・ユナイテッドは来シーズンのプレミアリーグに昇格する。4位のソンクラーと5位のナコーンパトムFC、6位のエアフォース・ユナイテッドの3チームはTPL・DIV1入れ替え戦に進出したが、昇格できなかった。

## TPLオールスターサッカー
2010年8月1日、タイ・プレミアリーグオールスターサッカーチームは、リーガ・エスパニョーラのアトレティコ・マドリードと対戦した。TPLオールスターは0-3で敗れた。
| 2010年8月1日 |

| TPLオールスター | 0 – 3 | アトレティコ・マドリード                          |
|                 | 脚注  | サルビオ 16分 · ドミンゲス 26分 · サブローザ 85分 |

| ラジャマンガラ・スタジアム、バンコク |